# Niu Technologies
Niu Tecnologías (en chino: 牛电科技; estilizado como NIU) es una compañía de motocicletas eléctricas, con sede en  Changzhou, China. Fue fundada en 2014 y recibido $125M en capital de ventura, tras varias rondas de financiación, dirigidas GGV Capital.
Al principio, la empresa se diferenció por utilizar baterías de iones de litio, en contraposición a las alternativas de plomo-ácido más baratas, que se utilizaban ampliamente en los escúteres chinos en ese momento. Tuvo 300M de dólares de ingresos en 2019. A partir de noviembre de 2020, el 98% de sus ventas tuvieron lugar en China.

En 2018, la compañía consiguió estar listada en la bolsa de valores de NASDAQ, bajo el ticker NIU.